# Hubert Fermina
Hubert Geronimo Fermina (Willemstad (Curaçao), 9 mei 1948 – Amersfoort, 21 mei 2022) was een Nederlands bestuurder en politicus voor Democraten 66 (D66). In 1994 was hij de eerste Nederlander van Antilliaanse afkomst in de Tweede Kamer.

## Loopbaan
Fermina is van Curaçaose komaf. Hij wilde in zijn jeugd priester worden en ging vanaf zijn dertiende naar het seminarie. Nadat hij in 1969 naar Nederland verhuisde, verliet hij de priesteropleiding en volgde hij een hbo-opleiding in de verpleegkunde. Hij werkte als maatschappelijk werker, in de psychiatrie en met meervoudig gehandicapte jongeren en was hoofd van het bedrijfsmaatschappelijk werk in Dordrecht.
In de jaren tachtig en negentig vervulde Fermina voor D66 diverse politieke functies. Zo zat hij in de gemeenteraad van Lelystad en van Dordrecht plus een tijd in de Provinciale Staten van Zuid-Holland. Ook was hij begin jaren negentig wethouder van Dordrecht, met als portefeuille sociale zaken, maatschappelijke dienstverlening en volksgezondheid. In de tweede helft van de jaren negentig zat hij in de Tweede Kamer, waar hij zich bezighield met en deels ook woordvoerder was voor onderwerpen op het terrein van welzijn, geestelijke gezondheidszorg, beroepen in de volksgezondheid, sport en Nederlands-Antilliaanse zaken. In 1998 kwam hij op een onverkiesbare plaats op de kandidatenlijst te staan, waardoor hij niet werd herkozen.
Na zijn Kamerlidmaatschap werd hij in 1999 directeur van het Landelijk Bureau Racismebestrijding (LBR, tegenwoordig Art.1 geheten). Fermina was in tal van andere bestuurlijke functies actief, met name op het terrein van minderheden, gezondheidszorg en geloof.
In 2020 verscheen zijn autobiografie Mijn waarheid.

## Privéleven
Zijn echtgenote kwam in 1981 kort na hun huwelijk om het leven bij een auto-ongeluk. Hij had later een langdurige relatie met een man. Hubert Fermina overleed in 2022 na een ziekbed op 74-jarige leeftijd.
- Parlement.com: vg09lll8ypcf